# Пегойнш
Пегойнш (порт. Pegões)  —  район (фрегезия) в Португалии,  входит в округ Сетубал. Является составной частью муниципалитета  Монтижу. Находится в составе крупной городской агломерации Большой Лиссабон. По старому административному делению входил в провинцию Эштремадура. Входит в экономико-статистический  субрегион Полуостров Сетубал, который входит в Лиссабонский регион. Население составляет 2104 человека на 2001 год. Занимает площадь 28,09 км².